# Miss France 1997
Miss France 1997 est la 67e élection de Miss France qui s'est déroulée au Palais des congrès du Futuroscope. Patricia Spehar, Miss Paris 1996, remporte le titre et succède à Laure Belleville, Miss France 1996.
La cérémonie est diffusée sur TF1 le 13 décembre 1996 et présentée par Jean-Pierre Foucault (pour la 2e année consécutive).

## Classement final
| Résultats        | Candidates | Concours internationaux                                                      |
| ---------------- | --- | ---------------------------------------------------------------------------- |
| Miss France 1997 | - Miss Paris - Patricia Spehar | Non-classée à Miss Univers 1997 (30e place) Top 15 à Miss International 1998 |
| 1re dauphine     | - Miss Toulouse Midi-Pyrénées - Marie Borg | 2e dauphine de Miss International 1997                                       |
| 2e dauphine      | - Miss Anjou - Sandrine Hamidi |                                                                              |
| 3e dauphine      | - Miss Guadeloupe - Patricia Sellin |                                                                              |
| 4e dauphine      | - Miss Aquitaine - Maÿlis Ondicola |                                                                              |
| Top 15           | - Miss Rhône-Alpes - Delphine Brossard (5e dauphine) - Miss Béarn - Anne-Sophie Vigno (6e dauphine) - Miss Auvergne - Catherine Sarret - Miss Berry - Barbara Niewidtziala - Miss Charentes-Poitou - Nancy Bourgeix - Miss Hainaut - Caroline Lubrez - Miss Provence - Pascale Delzenne | Caroline Lubrez est élue Miss Model of the World 1997                        |

### Prix attribués
| Prix                            | Candidates                      |
| ------------------------------- | ------------------------------- |
| Prix des Mannequins             | Miss Lorraine - Manuela Pereira |
| Prix de la Coiffure Saint-Algue | Miss Maine - Angélique Monnier  |

## Ordre d'annonce des finalistes
| 1. Miss Anjou 2. Miss Aquitaine 3. Miss Auvergne 4. Miss Béarn 5. Miss Berry 6. Miss Charentes-Poitou 7. Miss Guadeloupe 8. Miss Hainaut 9. Miss Paris 10. Miss Provence 11. Miss Rhône-Alpes 12. Miss Toulouse Midi-Pyrénées | 1. Miss Paris 2. Miss Guadeloupe 3. Miss Toulouse Midi-Pyrénées 4. Miss Anjou 5. Miss Aquitaine |

## Préparation
Le voyage de préparation a lieu sur l'île de Saint-Barthélemy. L'élection a lieu au Futuroscope, dans le département de la Vienne,.

## Déroulement
Les candidates ouvrent la cérémonie en costume régional, puis est diffusé leur portrait par groupe de 15 candidates, entrecoupé par la présentation du jury. Pour la première fois, les spectateurs peuvent suivre une partie de l'élection en 3D : le défilé en robe de soirée des 44 candidates.
Les candidates défilent ensuite en maillot de bain. Les 12 demi-finalistes sont annoncées. Elles défilent en robe de soirée et sont interrogées par Jean-Pierre Foucault. Vient ensuite un 2e passage en maillot de bain, puis le top 5 est annoncé. Les cinq finalistes prennent par à un tableau portant des chapeaux de Jean Barthet, puis défilent une dernière fois en robe de soirée avant l'annonce des résultats.

## Jury
| Membre                         | Notes                                            |
| ------------------------------ | ------------------------------------------------ |
| Christiane Martel (présidente) | Miss Univers 1953                                |
| Loris Azzaro                   | Couturier et parfumeur                           |
| Thierry Roland                 | Journaliste sportif                              |
| Nathalie Simon                 | Animatrice de radio et de télévision             |
| Christian Morin                | Journaliste                                      |
| Chantal Bouvier de Lamotte     | Miss France 1972                                 |
| Didier Six                     | Footballeur                                      |
| Nathalie Marquay               | Miss France 1987                                 |
| Guy Lux                        | Producteur et animateur de télévision            |
| Jean-Edern Hallier             | Écrivain, journaliste et animateur de télévision |
| Jean Barthet                   | Modiste                                          |
| Cécile Muller                  | Présidente du comité Miss Belgique               |

## Candidates
44 candidates étaient présentes lors de l’élection :
| Région                      | Nom                  | Élue à                   | Résidence            |
| --------------------------- | -------------------- | ------------------------ | -------------------- |
| Miss Albigeois              | Elsa Mazzia          | Lisle-sur-Tarn           |                      |
| Miss Alsace                 | Lara Maringer        | Wittenheim               | Strasbourg           |
| Miss Anjou                  | Sandrine Hamidi      | Vern-d'Anjou             | Chalonnes-sur-Loire  |
| Miss Aquitaine              | Maÿlis Ondicola      | Montpon-Ménestérol       | Lugaignac            |
| Miss Artois-Côte d'Opale    | Virginie Tellier     | Le Touquet-Paris-Plage   |                      |
| Miss Auvergne               | Catherine Sarret     | Néris-les-Bains          | Jussac               |
| Miss Béarn                  | Anne-Sophie Vigno    | Pau                      | Idron                |
| Miss Berry                  | Barbara Niewidztala  | Déols                    | Vineuil              |
| Miss Bourgogne              | Stéphanie Sevat      | Autun                    | Is-sur-Tille         |
| Miss Bretagne               | Séverine André       | Lannion                  | Trégastel            |
| Miss Calédonie              | Carole Roudeillac    | Nouméa                   | Nouméa               |
| Miss Camargue               | Virginie papin       | Vergèze                  |                      |
| Miss Champagne-Ardenne      | Nathalie Frère       | Aÿ-Champagne             |                      |
| Miss Charentes-Poitou       | Nancy Bourgeix       | Angoulême                |                      |
| Miss Comminges              | Carine Vincent       | Saint-Gaudens            |                      |
| Miss Corse                  | Delphine Cheuva      | Porticcio                |                      |
| Miss Flandre                | Sarah Sumfleth       | Leffrinckoucke           |                      |
| Miss Franche-Comté          | Delphine Péquignet   | Morvillars               | Belfort              |
| Miss Gascogne               | Sabine Alves de Puga | Lectoure                 |                      |
| Miss Guadeloupe             | Patricia Sellin      | Saint-François           | Sainte-Anne          |
| Miss Hainaut                | Caroline Lubrez      | Valenciennes             | Beuvry-la-Forêt      |
| Miss Île-de-France          | Audrey Legros        | Nanteuil-lès-Meaux       |                      |
| Miss Languedoc-Roussillon   | Carole Pagès         | Carnon                   |                      |
| Miss Limousin               | Stéphanie Leroy      | Limoges                  |                      |
| Miss Lorraine               | Manuela Pereira      | Toul                     | Jezainville          |
| Miss Lyon                   | Angélique Sage       | Lyon                     | Lyon                 |
| Miss Maine                  | Angélique Monnier    | La Ferté-Bernard         | Le Mans              |
| Miss Normandie              | Marianne Samson      | Avranches                | Évreux               |
| Miss Orléanais              | Mélanie Muller       | Montargis                | Bellegarde           |
| Miss Paris                  | Patricia Spehar      | Paris                    | Lesigny              |
| Miss Pays d'Ain             | Carine Boirot        | Saint-Nizier-le-Bouchoux |                      |
| Miss Pays de Loire          | Céline Bourban       | Saint-Géréon             | Saint-Herblain       |
| Miss Pays de Savoie         | Séverine Martin      | Sevrier                  |                      |
| Miss Pays du Velay          | Aurélie Fournel      | Monistrol-sur-Loire      |                      |
| Miss Périgord               | Caren Claret         | Bergerac                 |                      |
| Miss Picardie               | Magalie Lherminier   | Saint-Quentin            |                      |
| Miss Provence               | Pascale Delzenne     | Manosque                 |                      |
| Miss Quercy                 | Delphine Verdier     | Gramat                   |                      |
| Miss Réunion                | Fabienne Savrimoutou | Saint-Denis              |                      |
| Miss Rhône-Alpes            | Delphine Brossard    | Vals-les-Bains           |                      |
| Miss Rouergue-Cévennes      | Aurore Pecrix        | Millau                   | Saint-Rome-de-Cernon |
| Miss Saint-Étienne-Loire    | Christelle Arcis     | Saint-Étienne            |                      |
| Miss Toulouse Midi-Pyrénées | Marie Borg           | Toulouse                 |                      |
| Miss Touraine-Sologne       | Murielle Hoarau      | Romorantin-Lanthenay     |                      |